# Simfonia nr. 2 (Mahler)

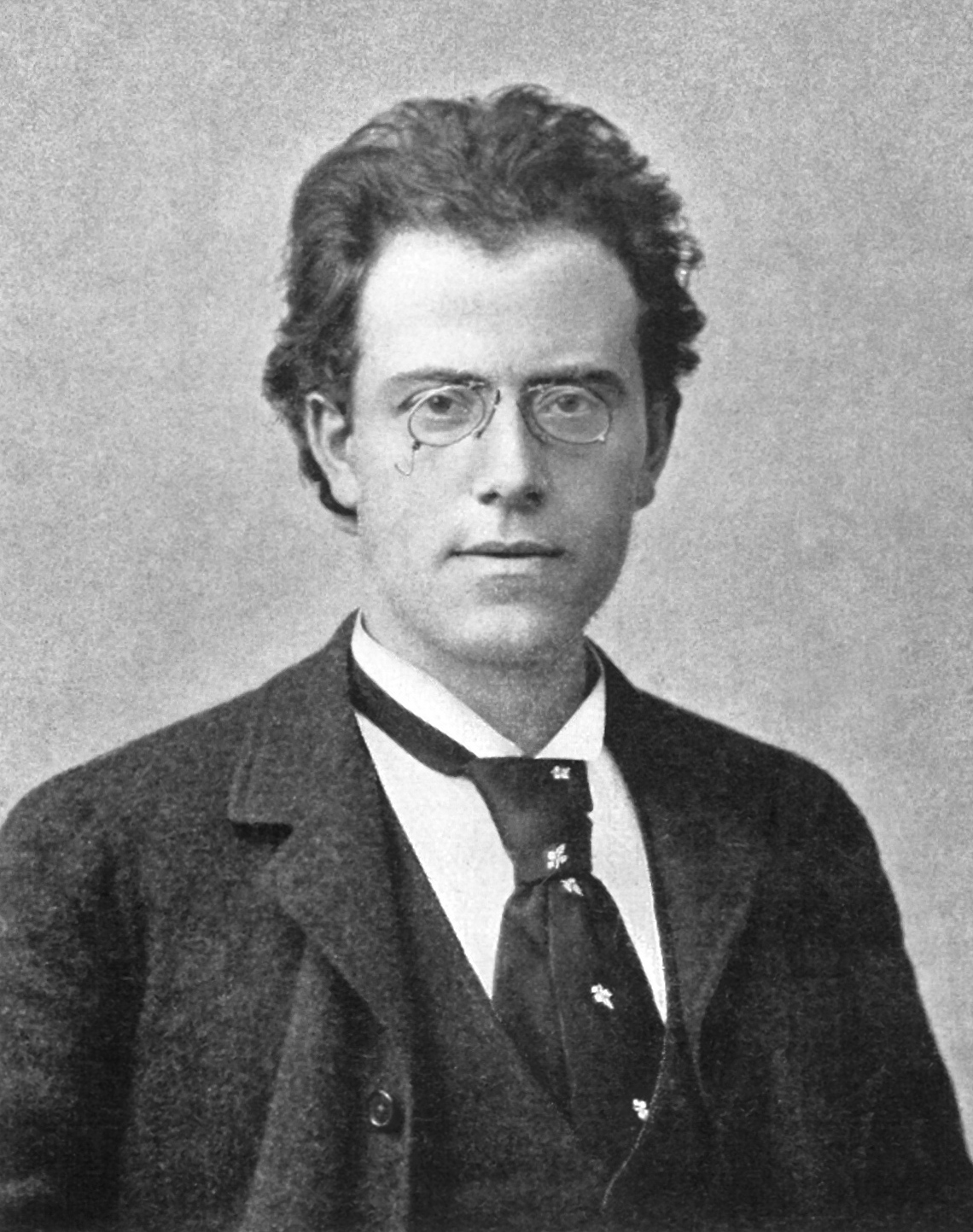
Gustav Mahler în 1892

Simfonia nr. 2 a lui Gustav Mahler, cunoscută și sub numele de Simfonia învierii, a fost compusă între 1888-1894 și interpretată prima dată în 1895. În afară de Simfonia nr. 8, aceasta a fost cea mai celebră și de succes simfonie a lui Mahler din timpul vieții sale. A fost prima sa lucrare importantă care a stabilit viziunea sa asupra frumuseții vieții de apoi și învierii. În această lucrare la scară mare compozitorul a dezvoltat și mai mult creativitatea "sunetului de la distanță" și creând "o lume proprie", aspecte deja observate în prima sa simfonie. Simfonia are o durată cuprinsă între 80 și 90 de minute și este convențional clasificată ca fiind în Do minor.

## Origine
Mahler a finalizat ceea ce va deveni prima parte a simfoniei în 1888 sub forma unui poem simfonic intitulat Totenfeier ("Ritualuri funerare"). Tot din această perioadă datează și schițe ale celei de-a doua părți. Mahler s-a gândit timp de cinci ani dacă să transforme Totenfeier în prima parte a unei simfonii, deși manuscrisul său o clasifică deja drept o simfonie. În 1893 a compus a doua și a treia parte. Finalul era problematic. Deși era conștient că va crea asemănări cu Simfonia nr. 9 a lui Beethoven - ambele simfonii utilizează un cor ca elementul central al ultimei părți - Mahler știa că dorește o ultimă parte vocală. Găsirea textului potrivit a fost un proces îndelungat și dificil.
Când Mahler a acceptat postul său de la Opera din Hamburg în 1891 a descoperit că celălalt dirijor important de acolo era Hans von Bülow, care se ocupa de concertele simfonice ale orașului. Bülow, care nu era cunoscut pentru generozitatea sa, a fost impresionat de Mahler. Sprijinul său nu a fost diminuat de eșecul său de a aprecia sau înțelege Totenfeier după ce Mahler a interpretat-o la pian. Bülow i-a spus lui Mahler că Totenfeier ar face ca Tristan și Isolda să sune ca o simfonie de Haydn. După ce starea de sănătate a lui Bülow s-a înrăutățit Mahler l-a înlocuit. Moartea lui Bülow în 1894 l-a afectat puternic pe Mahler. La înmormântare Mahler a auzit o transpunere pe muzică a Die Auferstehung ("Învierea") de Friedrich Gottlieb Klopstock. Mahler i-a scris dirijorului Anton Seidl că "totul mi s-a dezvăluit clar și simplu". Mahler a utilizat primele două strofe ale imnului lui Klopstock după care a adăugat versuri proprii care sugerează mai mult mântuirea și învierea. A terminat finalul și a revizuit orchestrarea primei părți în 1894 după care a introdus cântecul Urlicht ("Iluminație") ca penultima parte. Cântecul a fost probabil compus în 1892 sau 1893.
Mahler a elaborat inițial un plan narativ (de fapt, câteva versiuni diferite) pentru lucrare pe care l-a împărtășit cu câțiva prieteni. Chiar a cerut ca una din aceste versiuni să fie tipărită pe programul de la premiera din Dresda din 20 decembrie 1901. În acest program prima parte reprezintă o înmormântare și pune întrebări precum "Există viață după moarte?"; a doua parte este despre amintirea momentelor fericite din viața decedatului; a treia parte reprezintă o viziune a vieții drept o activitate fără sens; partea a patra reprezintă dorința de a se elibera de această viață fără sens iar ultima parte o revenire a îndoielilor din partea a treia și la întrebările din prima parte, încheindu-se cu o dorință arzătoare de reînnoire veșnică și transcedentală, o temă pe care Mahler o va dezvolta mai târziu în lucrarea Das Lied von der Erde. După cum s-a întâmplat în general, Mahler a retras ulterior planurile narative de la publicare.

## Publicare
Lucrarea a fost prima dată publicată în 1897 de Friedrich Hofmeister. Drepturile au fost transferate lui Josef Weinberger la scurt timp după aceea și au ajuns ulterior la Universal Edition care a lansat o a doua ediție în 1910. A treia ediție a fost publicată în 1952 iar a patra ediție în 1970, ambele de Universal Edition.
În 1899 a fost publicat un aranjament pentru pian la patru mâini al simfoniei de către Bruno Walter.

## Instrumentație
Simfonia este compusă pentru orchestră, cor mixt, doi soliști (soprană și contralto), orgă și un ansamblu de alămuri și percuție amplasat în afara scenei. Utilizarea de două gonguri, unul acut și unul grav, este neobișnuită; la sfârșitul ultimei părți sunt lovite separat în alternanță.
Instrumente de suflat din lemn
- 4 flauturi (toate dublând piculinele)
- 4 oboaie (al treilea și al patrulea dublând cornul englez)
- 3 clarinete în Si bemol, La și Do (al treilea dublând clarinetul bas)
- 2 clarinete în Mi bemol (al doilea clarinet în Mi bemol dublând al patrulea clarinet în Si bemol și La)
- 4 fagoturi (al treilea și al patrulea dublând contrafagotul)

Instrumente de suflat din alamă
- 10 corni în Fa, patru dintre aceștia (7-10) utilizați în afara scenei
- 8-10 trompete în Fa și Do, între 4-6 și utilizate în afara scenei
- 4 tromboni
- Tubă

Percuție
(Necesită un număr total de șapte percuționiști)
- 2 timpane (doi interpreți pentr 8 timpane; un al treilea percuționist utilizează două din timpanele celui de-al treilea timpanist în partea a treia)
- Câteva tobe mici
- Tobă mare
- Talgere
- Trianglu
- Glockenspiel
- Clopote tubulare
- 2 gonguri
- Percuție amplasată în afara scenei în partea a cincea (tobă mare cu talgere, trianglu și timpan)

Claviaturi
- Orgă (doar în ultima parte)

Voce
- Soprană solo (doar în ultima parte)
- Alto solo (uneori trecută mezzo-soprană) (în părțile a patra și a cincea)
- Cor mixt (doar în ultima parte)

Coarde
- 2 harpe

"Cel mai mare contingent de coarde posibil"
- Viori, viole, violoncele și contrabasuri

## Formă
Simfonia este alcătuită din cinci părți.

### 1.Allegro maestoso. Mit durchaus ernstem und feierlichem Ausdruck(Cu gravitate completă și exprimare solemnă)
Prima parte - compusă în Do minor - deși trece prin numeroase stări, se aseamănă cu un marș funebru.
Structura formală a părții este de formă de sonată modificată. Expunerea este repetată în forme variate iar dezvoltarea prezintă câteva idei care vor fi utilizate mai târziu în simfonie, inclusiv o temă bazată pe Dies Irae. Pe parcursul părții Mahler utilizează mai multe tonalități. Tema secundară, prezentată în Mi major, își începe a doua relatare în Do major, o gamă care nu mai este auzită până la recapitulare. Începutul recapitulării, paradoxal, este în gama originală Mi major. Scopul simfoniei, Mi bemol major, este prezentată pentru scurt timp după indicația cu numărul 17 cu o temă în trompete ce revine în final.
După această parte Mahler cere în partitură o pauză de cinci minute înainte de partea a doua. Această pauză este rar respectată astăzi. Adesea dirijorii respectă parțial indicațiile lui Mahler, făcând o pauză de câteva minute pentru ca spectatorii să își tragă răsuflarea și să se așeze iar ca orchestră să se reacordeze înainte de partea a doua. Julius Buths a primit această indicație personal de la Mahler înainte de o interpretare la Düsseldorf în 1903. Totuși, a preferat să plaseze pauza între părțile a patra și a cincea pentru care Mahler l-a felicitate pentru idee și pentru curajul de a nu respecta indicațiile sale. O modalitate practică de a respecta indicațiile lui Mahler este ca soliștii și corul să intre pe scenă după prima parte. Acest lucru creează o separare naturală între prima parte și restul simfoniei.

### 2.Andante moderato. Sehr gemächlich. Nie eilen.(Foarte lejer. Fără grabă)
A doua parte este un Ländler delicat în La bemol major cu două secțiuni contrastante de muzică ușor mai întunecată. Partea lentă este contrastantă cu cele două părți părți adiacente. Din punct de vedere structural, aceasta este una dintre cele mai simple părți din opera lui Mahler. Este o amintire a momentelor fericite din viața decedatului.

### 3.In ruhig fließender Bewegung(Cu mișcare curgătoare și tăcută)
A treia parte este un scherzo în Do minor. Se deschide cu două lovituri scurte și puternice de timpane. Este urmată de două lovituri mai ușoare, urmată de lovituri și mai ușoare care oferă tempoul părții care include referințe din muzica folclorică evreiască. Mahler a numit climaxul părții, care apare aproape de final, un "strigăt al disperării" și uneori un "țipat de moarte".

### 4.Urlicht(Iluminație).Sehr feierlich, aber schlicht(Foarte solemn, dar simplu)
Partea a patra, Urlicht, este un cântec Wunderhorn interpretat de o solistă alto care servește ca introducere pentru final. Cântecul, în Re bemol major, ilustrează dorința de eliberare față de greutățile lumești, trecând fără pauză către final.

### 5.Im Tempo des Scherzos(În tempo de Scherzo)
Finalul este cea mai lungă parte a simfoniei, având o durată de peste o jumătate de oră. Este divizată în două secțiuni mari, a doua începând cu intrarea corului și a cărei formă este dictată de textul acestei părți. Prima parte este instrumentală și foarte episodică, conținând o varietate largă de stări, tempouri și tonalități, mare parte din material fiind preluat din părțile anterioare, deși urmărește în linii mari principiile sonatei. Noile teme introduse sunt repetate și modificate.
Partea se deschide cu o introducere lungă, începând cu "strigătul de disperare" care a fost climaxul celei de-a treia părți urmată de o prezentare tăcută a unei teme ce reapare ca muzică structurală în secțiunea corală printr-o strigare a cornilor din afara scenei. Prima temă reia tema "Dies Irae" din prima parte apoi introduce tema "învierii" pe care corul va cânta primele versuri, urmată de o fanfară. A doua temă este un recitativ orchestral lung care oferă muzică pentru solista alto din secțiunea corală. Expoziția se încheie cu o reluare a primului grup de teme. Această secțiune introductivă lungă are menirea de a introduce o serie de teme care vor juca un rol important în partea finală a coralului.
Din punct de vedere tonal, jumătatea instrumentală a părții este organizată în Fa minor. După introducere, care recapitulează două tonalități din părțile precedente, primul grup de teme este prezentat integral în Fa minor iar al doilea grup de teme este prezentat în tonalitatea subdominantă, Si bemol minor. Reluarea primului grup de teme are loc în tonalitatea dominantă de Do major. Dezvoltarea explorează o serie de tonalități, inclusiv La bemol major și Fa major. Spre deosebire de prima parte, a doua temă este recapitulată în gama tonică după cum ar fi de așteptat. Recapitularea introducerii este din punct de vedere tonal și tematic o tranziție spre a doua parte mare, trecând de la Do diez minor spre paralela Re bemol major - dominanta tonalității Fa diez minor. Secțiunea corală începe în Sol bemol major iar simfonia se încheie în tonalitatea Mi bemol major.

## Text
Textele din limba germană au fost traduse de Marius Tabacu, director general al Filarmonicii de Stat "Transilvania" din Cluj-Napoca.

### Partea a patra
| Germană Urlicht O Röschen rot! Der Mensch liegt in größter Not! Der Mensch liegt in größter Pein! Je lieber möcht' ich im Himmel sein. Da kam ich auf einen breiten Weg: Da kam ein Engelein und wollt’ mich abweisen. Ach nein! Ich ließ mich nicht abweisen! Ich bin von Gott und will wieder zu Gott! Der liebe Gott wird mir ein Lichtchen geben, Wird leuchten mir bis in das ewig selig Leben! —Din Des Knaben Wunderhorn | Română Iluminație O, roză sângerie! Omu-i la mare ananghie! Omui-i muncit de chinuri Ce bine-ar fi să fiu în ceruri. Unde-oi ajunge cu un larg ocol, Când îngerul veni-va să mă ia. Dar nu! Eu nu îl voi lăsa! Eu sunt al Domnului, la el mă voi întoarce! Când mult iubitul Domn o să-mi trimită o rază Să-mi lumineze calea spre a mântuirii oază! —Din Des Knaben Wunderhorn |

### Partea a cincea
Primele nouă versuri sunt preluate din Die Auferstehung de Friedrich Gottlieb Klopstock. Restul versurilor sunt scrise de Mahler.
| Germană Aufersteh'n, ja aufersteh'n Wirst du, Mein Staub, Nach kurzer Ruh'! Unsterblich Leben! Unsterblich Leben wird der dich rief dir geben! Wieder aufzublüh'n wirst du gesät! Der Herr der Ernte geht und sammelt Garben uns ein, die starben! —Friedrich Klopstock O glaube, mein Herz, o glaube: Es geht dir nichts verloren! Dein ist, ja dein, was du gesehnt! Dein, was du geliebt, Was du gestritten! O glaube Du wardst nicht umsonst geboren! Hast nicht umsonst gelebt, gelitten! Was entstanden ist Das muß vergehen! Was vergangen, auferstehen! Hör' auf zu beben! Bereite dich zu leben! O Schmerz! Du Alldurchdringer! Dir bin ich entrungen! O Tod! Du Allbezwinger! Nun bist du bezwungen! Mit Flügeln, die ich mir errungen, In heißem Liebesstreben, Werd'ich entschweben Zum Licht, zu dem kein Aug' gedrungen! Sterben werd' ich, um zu leben! Aufersteh'n, ja aufersteh'n wirst du, mein Herz, in einem Nu! Was du geschlagen zu Gott wird es dich tragen! —Gustav Mahler | Română Va învia, va învia A mea țărână, După un scurt răgaz! Viață eternă! Viață eternă! Ți-o da cel care te-a chemat! Să-ți dea iar floare vieții! Al roadelor Domn veni-va Să ne adune într-un singur snop Pe cei ce ne-am dat duhul! —Friedrich Klopstock Tu, să crezi din suflet, crede: Tu n-ai pierdut nimic! Ai tot, da, tot ce ți-ai dorit, Tot ce ai îndrăgit, Tot pentru ce-ai tânjit! Vai, fii convins - Nu te-ai născut zadarnic! Și n-ai trăit, nu te-ai zbătut în van! Ce-a fost creat, Va fi să piară! Ce a pierit, va învia! Înfrânge-ți teama! Fii gata pentru viață! Vai, atotputernică durere, Ce veșnic m-ai înlănțuit! Vai, moarte atotbiruitoare, Acum ești biruită! Cu aripile binemeritate Pentru-nfocata mea iubire Eu mă voi înălța Spre zări încă nemaivăzute! Și voi muri de-atâta viață! Va învia, da, învia-va, Sufletu-mi într-o clipă! Și patimile-l vor urca Până la Dumnezeu! —Gustav Mahler |

## Premiere
- Premiera mondială (doar primele trei părți): 4 martie 1895 în Berlin cu Mahler dirijând Orchestra Filarmonică din Berlin
- Premiera mondială (lucrarea integrală): 13 decembrie 1895 în Berlin sub bagheta compozitorului
- Premiera olandeză: 26 octombrie 1904 în Amsterdam cu Mahler dirijând Orchestra Regală Concertgebouw
- Premiera americană: 8 decembrie 1908 în New York City cu Mahler dirijând Orchestra Simfonică din New York
- Prima înregistrare: 1924 cu Oskar Fried dirijând Orchestra Operei de Stat din Berlin
- Premiera britanică: 16 aprilie 1931 în Londra sub bagheta lui Bruno Walter